# 告白 (アイドリング!!!の曲)
「告白」（こくはく）は、日本の女性アイドルグループ・アイドリング!!!の楽曲。2008年7月16日にポニーキャニオンからリリースした、通算3枚目のシングル。楽曲は、女性シンガー・木村カエラ（作詞）と紗希（作曲）の共作。

## 背景・制作
前作「Snow celebration/モテ期のうた」から、半年後に発表した3rdシングル。
2008年春に追加メンバー・2期生が加入して17人編成になり、メインレーベルのポニーキャニオンに移した最初のシングルである。前作に続き、オリコンウィークリーチャートで9位にランクインした。
表題曲
制作は、木村カエラ（作詞）・紗希（作曲）の共作による、女性シンガーからの提供となっている。木村カエラは、以前からアイドリング!!!を支持していたと述べている。また、ブラスサウンドのアレンジは、トランペットミュージシャン・YOKANが担当した。YOKANは、後のアイドリング!!!メンバー・古橋舞悠の伯父にあたる。
カップリング曲
「モテ期のうた」は、前作の表題だった楽曲で、アレンジや歌詞を変えた形で再録された。2種類のバージョンが存在し、「〜season1.5〜」は1期生、「〜season2〜」は2期生に分別されている。
収録メンバー
| 楽曲                          | 収録CD     | メンバー |
| ----------------------------- | ---------- | --- |
| 「告白」                      | 全形態共通 | 下記メンバー17名                                                                                            |
| 「モテ期のうた〜season2〜」   | 同上       | 2期生（森田涼花・河村唯・長野せりな・酒井瞳・朝日奈央・菊地亜美・三宅ひとみ・ミシェル未来）                 |
| 「モテ期のうた〜season1.5〜」 | 初回限定盤 | 1期生（加藤沙耶香・小泉瑠美・遠藤舞・江渡万里彩・滝口ミラ・外岡えりか・谷澤恵里香・フォンチー・横山ルリカ） |

## リリース
シングルCDは初回限定盤、通常盤の2形態でリリース。初回限定盤には、レギュラー出演している『アイドリング!!!』の特別映像（「初公開 1期生&2期生初顔合わせ」「蔵出し 番組内CM傑作集」「激レア フジテレビ社内限定VTR『えれび』」）を収録したDVDが付属。通常盤の初回生産分には、特製トレーディングカード（全20種の内ランダム1枚）の封入特典が付く。
特典企画
協力店舗でのみ先着購入者に「CDスリーブケース」を進呈する、コラボ企画を実施している。

## プロモーション
楽曲のプロモーションで、以下のテレビ番組に出演した。
- ショーパン（2008年7月15日、フジテレビ）
- ペケ×ポン（2008年7月16日、フジテレビ系列）
- Kiss x Kiss（2008年7月20日、MUSIC ON! TV） - MVオンエア
- めざましテレビ（2008年7月21日、フジテレビ系列）
- とくダネ!（2008年7月21日、フジテレビ系列）
- 魁!音楽番付〜JET〜（2008年7月30日、フジテレビ）
- 男おばさん 燃えろ!デジタル部（2008年8月5日、フジテレビ）

## ミュージック・ビデオ
ミュージック・ビデオはリリース後に、グループの公式YouTubeチャンネルで、フルバージョンが無料公開された。初回限定盤に付属のDVDにも収録されている。
担当したのは、映像ディレクター・福居英晃。劇中の映像は、減色で施されている。

## ライブ・パフォーマンス
発売記念イベント兼ねたミニライブが、以下の日時・場所で実施された。
「告白」発売記念イベント
- 2008年7月16日 フジテレビ本社屋
- 2008年7月18日 サンストリート亀戸
- 2008年7月21日 ヨドバシ吉祥寺

ライブイベント
楽曲は、以下のイベント等でライブ披露している。
- アイドリング!!! 3rd LIVE 決めるならこの夏っスング!!!（2008年7月5日、Zepp Tokyo）
- お台場冒険王ファイナル（2008年7月19日 - 8月31日、フジテレビ本社屋）

## メディアでの使用
表題曲「告白」は以下のメディアで使用された。
- マイクロソフト「Windows Vista学園」キャンペーンソング

## シングル収録トラック
| #         | タイトル                                            | 作詞       | 作曲      | 編曲      | 時間  |
| --------- | --------------------------------------------------- | ---------- | --------- | --------- | ----- |
| 1.        | 「告白」                                            | 木村カエラ | 紗希      | Ikoman    | 4:04  |
| 2.        | 「モテ期のうた〜season2〜」(アイドリング!!!2期生)   | 酒井健作   | Funta     | Funta     | 4:39  |
| 3.        | 「モテ期のうた〜season1.5〜」(アイドリング!!!1期生) | 酒井健作   | Funta     | Funta     | 5:26  |
| 4.        | 「告白」(Instrumental)                              |            |           |           | 4:02  |
| 合計時間: | 合計時間:                                           | 合計時間:  | 合計時間: | 合計時間: | 18:06 |

| #         | タイトル                                          | 作詞       | 作曲      | 編曲      | 時間  |
| --------- | ------------------------------------------------- | ---------- | --------- | --------- | ----- |
| 1.        | 「告白」                                          | 木村カエラ | 紗希      | Ikoman    | 4:04  |
| 2.        | 「モテ期のうた〜season2〜」(アイドリング!!!2期生) | 酒井健作   | Funta     | Funta     | 4:39  |
| 3.        | 「告白」(Instrumental)                            |            |           |           | 4:02  |
| 合計時間: | 合計時間:                                         | 合計時間:  | 合計時間: | 合計時間: | 12:47 |

| #  | タイトル                    | 作詞 | 作曲・編曲 | ビデオディレクター |
| -- | --------------------------- | ---- | ---------- | ------------------ |
| 1. | 「告白」(Music Video)       |      |            | 福居英晃           |
| 2. | 「アイドリング!!!特別映像」 |      |            |                    |